# Olivier Perraudeau
Olivier Perraudeau (Challans, 9 november 1972) is een Frans voormalig wielrenner.

## Belangrijkste overwinningen
1997
- Eindklassement Circuit des Plages Vendéennes
- Bordeaux-Saintes

## Resultaten in voornaamste wedstrijden
| Jaar | Ronde van Italië | Ronde van Frankrijk | Ronde van Spanje |
| ---- | ---------------- | ------------------- | ---------------- |
| 1999 |                  |                     |                  |
| 2000 |                  | 127e (laatste)      |                  |
| 2001 |                  | 138e                |                  |

| Jaar | Gent-Wevelgem |
| ---- | ------------- |
| 1999 | 63e           |
| 2000 |               |
| 2001 |               |